# Улица Ольжича (Киев)
У́лица О́льжича (укр. ву́лиця О́льжича) — улица в Шевченковском районе города Киева, жилой массив Сырец. Пролегает от улицы Елены Телиги до Сырецкой улицы.
Примыкают улицы Академика Грекова, Бакинская и Максима Берлинского.

## История
Улица возникла (за исключением начальной части) на рубеже XIX—XX веков, носила название улица Бабий Яр (была направлена в сторону одноимённого урочища Бабий Яр). С 1952 года — улица Демьяна Бедного, в честь советского поэта Демьяна Бедного. В 1961 году к ней была присоединена Сулимовская улица (возникла в середине XX века, пролегала между нынешними улицами Елены Телиги и Бакинской). Современное название — в честь Олега Ольжича — с 1993 года.

## Застройка
Современная застройка улицы относится к 1960—70-м годам, представлена пятиэтажными «хрущёвками» и девятиэтажками серии 1-КГ-480 («чешки»). Конечная часть улицы пролегает по частному сектору посёлка Сырец.

## Важные учреждения
- Санитарно-эпидемиологическая станция Шевченковского района (дом № 10-А)
- Детская поликлиника Шевченковского района № 3 (дом № 16)